# (1564) Srbija
(1564) Srbija – planetoida z pasa głównego asteroid okrążająca Słońce w ciągu 5 lat i 237 dni w średniej odległości 3,17 au. Została odkryta 15 października 1936 roku w obserwatorium w Belgradzie przez Milorada Proticia. Nazwa planetoidy pochodzi od Serbii. Przed nadaniem nazwy planetoida nosiła oznaczenie tymczasowe (1564) 1936 TB.